# Gerardo Omar Castillo
Gerardo Castillo (*Ciudad de México, México, 19 de noviembre de 1986) es exfutbolista y entrenador mexicano. Durante su etapa como jugador su posición era la de defensa central, actualmente se desempeña como director técnico del club Aguacateros CDU de la Serie B de México.

## Trayectoria
Jugador salido de las Fuerzas Básicas del Atlante FC y que tuvo la fortuna de ser campeón en su primer torneo como jugador del primer equipo de los Potros. Surgió en aquel equipo que logró el título en la Segunda División con el Pegaso Anáhuac y posteriormente jugó en el Real Colima en la Primera A. Desde que debutó en Primera División demostró ser un central de clase y seguro, ganándose la titularidad. Finalizó su carrera como jugador en los clubes Mérida y Dorados de Sinaloa.
Tras su retirada como futbolista comenzó a vincularse con el Club Necaxa, en donde inició su carrera en los banquillos trabajando como auxiliar y posteriormente director técnico de algunos de los equipos juveniles de los Rayos. En febrero de 2022 fue nombrado como entrenador del equipo femenil de la institución necaxista, sin embargo, Castillo solo permaneció un año dirigiendo a las también conocidas como centellas, debido a problemas generados por algunas declaraciones emitidas por el exfutbolista. Tras su salida del equipo femenil fue recolocado en el equipo de Tercera División del Necaxa, en donde consiguió el subcampeonato para el club en la liguilla de equipos filiales de esta categoría.
En julio de 2023 fue nombrado como entrenador del Aguacateros Club Deportivo Uruapan, equipo que juega en la Serie B de México, rama secundaria de la Segunda División nacional.Durante su estancia en el equipo michoacano Castillo logró ganar el tercer título de su categoría.

## Clubes

### Como jugador
| Club               | País   | Año         | Juegos | Goles |
| ------------------ | ------ | ----------- | ------ | ----- |
| Real de Colima     | México | 2006 - 2007 | 24     | 0     |
| Atlante            | México | 2007 - 2012 | 51     | 0     |
| Potros Chetumal    | México | 2008        | 3      | 0     |
| Atlante UTN        | México | 2009 - 2010 | 10     | 0     |
| Potros de Hierro   | México | 2010 - 2011 | 10     | 0     |
| Merida FC          | México | 2011        | 16     | 0     |
| Dorados de Sinaloa | México | 2012 - 2014 | 40     | 1     |
| Atlante            | México | 2014 - 2015 | 13     | 0     |

### Como entrenador
| Club                | País   | Año         |
| ------------------- | ------ | ----------- |
| Necaxa Sub-20       | México | 2020 - 2021 |
| Necaxa Femenil      | México | 2022        |
| Necaxa TDP          | México | 2023        |
| Aguacateros CDU     | México | 2023 - 2024 |
| Deportivo Zitácuaro | México | 2025        |

## Palmarés

### Campeonatos nacionales
| Título             | Club    | País   | Año  |
| ------------------ | ------- | ------ | ---- |
| Torneo de Apertura | Atlante | México | 2007 |

### Campeonatos internacionales
| Título                  | Club    | País   | Año     |
| ----------------------- | ------- | ------ | ------- |
| Liga Campeones CONCACAF | Atlante | México | 2008/09 |